# Facultatea de Educație Fizică și Sport a Universității de Vest din Timișoara

## Obiective
Facultatea de Educație Fizică și Sport are ca și obiecive principale:
- formarea și perfecționarea resurselor umane înalt calificate prin promovarea învățământului de excelență și racordarea acestuia la standardele actuale, în domenii prioritare la nivel european;
- promovarea unor cunoștințe și orientări metodologice moderne în domeniul educației fizice, sportului, kinetoterapiei, al culturii fizice în general;
- participarea culturii fizice și a altor subdomenii ale cunoașterii ștințifice, la afirmarea și dezvoltarea valorilor societății contemporane.

Procesul didactic din cadrul facultății noastre se desfășoară pe baza sistemului european de credite transferabile, studenții parcurgând în mod facultativ un modul psiho-pedagogic care va permite exercitarea profesiei la toate nivelele de învățământ preuniversitar și universitar. 

## Istoric
Perioadele definitorii care au marcat evoluția Facultății de Educație Fizică și Sport din cadrul Universității de Vest din Timișoara sunt :
- 1960-1983: Începutul

La data de 1 octombrie 1960 și-a inaugurat activitatea Facultatea de
Educație Fizică și Sport din Timișoara, prin Ordinul Ministerului Învățământului
și Culturii nr. 01888 , cu durata de studii de 3 ani. La început dispunând de
condiții modeste și un colectiv didactic inițial alcătuit din 8 persoane, pe
parcursul următorilor ani acesta urmând să sporească treptat pentru a putea
acoperi diversitatea activităților din instituție iar baza materială s-a îmbunătățit.
În 1963 activitatea a fost organizată pe două Catedre, iar în 1968/1969, pe
trei Catedre. Din acest an, în vederea desfășurării pregătirii studenților în
condiții calitative deosebite, au fost puse la dispozitia acestora: săli de curs și
seminar; o modernă sală de jocuri sportive și educație fizică; două săli de
gimnastică; teren de baschet bituminat, teren de handbal bituminat (construite în
1968); teren de tenis pe zgură; platformă bituminată multifuncțională constând
din patru terenuri de baschet și două terenuri de handbal cu tribune; teren
gazonat pentru fotbal, atletism, educație fizică generală; vestiare, dușuri, anexe
sanitare; cabinete didactice, patru laboratoare dotate cu aparatură parțial adusă
din import, materiale și echipamente destinate activitatilor didactice.
Din 1975/1976 Facultatea de Educație Fizică și Sport devine secție în
cadrul Facultății de Științe ale Naturii. Cifra de școlarizare se restrânge mereu
iar în vara anului 1983 îsi încheie activitatea cu ultima promotie de studenți.
- 1983-1990: Întreruperea

În această perioadă, în cadrul Universității Timișoara funcționează
Catedra de Educație Fizică și Sport cu 5 cadre didactice rămase de la fosta
facultate și care asigură orele de educație fizică și sport pentru studenții tuturor
facultăților.
- 1990-prezent: Reînființarea și dezvoltarea

Pe structura Catedrei de educație fizică din cadrul Universității Timișoara se înființează în anul 1990 Secția de Educație Fizică și Sport de la Facultatea de Litere, Filosofie și Istorie cu durata de studii de patru ani. Din anul 1995, secția devine facultate de sine-stătătoare sub titulatura de Facultatea de Educație Fizică și Sport. Aceasta funcționează și în prezent, având în componență două catedre: Catedra I (Discipline practico-metodice de specialitate) și Catedra a II –a (Discipline teoretice și educație fizică – curs de bază). 
În anul 1997, alături de specializarea Educație Fizică și Sport, se înființează cea de-a doua specializare: Kinetoterapia.
Răspunzând cerințelor valorificării potențialului sportiv și tradiției din zonă, în strânsă colaborare cu Liceul cu Program Sportiv Deva, ia ființă în anul 1999 Colegiul de Măiestrie Sportivă de la Deva, axat prioritar pe pregătirea antrenorilor în gimnastică și atletism. Subordonat facultății noastre, colegiul a funcționat până în anul 2005, având cinci promoții de absolvenți.
Anul 2008 are un specific aparte în istoria recentă a facultății noastre deoarece consemnăm ultima promoție de absolvenți cu 4 ani și prima promoție de absolvenți cu 3 ani (sistem Bologna). Aceștia din urmă au posibilitatea de a urma ciclul de Masterat (2 ani) organizat pe cinci specializări:
1. Educație Fizică și Sportivă;
2. Fitness și Performanță Motrică;
3. Managementul activităților și organizațiilor de educație fizică și sportive;
4. Kinetoterapia în patologia ortopedico-traumatică;
5. Recuperare fizică și kinetoprofilaxie.